# Кейл Линдгрен
Кейл Норууд Линдгрен (на английски: Kjell Norwood Lindgren) e американски лекар и астронавт на НАСА. Ще лети в космоса като лекар на МКС по време на Експедиция 44, предвидена за 2015 г.

## Образование
Кейл Линдгрен завършва основното си образование във Великобритания, където живее със семейството си от най-ранна детска възраст. През 1990 г. завършва колеж във Вирджиния, САЩ. През 1995 г. получава бакалавърска степен по биология от Академията на USAF, Колорадо Спрингс, Колорадо. През 1996 г. става магистър степен по физиология на сърдечната дейност в университета на щата Колорадо. През 2002 г. завършва медицина в Денвър, Колорадо. През 2006 г. става магистър по здравна информатика в щатския университет на Мериленд, а през 2007 г. получава втора магистърска степен по социална медицина от медицинския университет в Галвестън, Тексас. Доцент във Факултета по клинична профилактика на Тексаския медицински университет и специалист на НАСА по авиационна и космическа медицина в програмите Спейс шатъл и Констилейшън. Владее перфектно мандарин и руски език.

## Служба в НАСА
Кейл Н. Линдгрен e избран за астронавт от НАСА на 26 юни 2009 г., Астронавтска група №20. Първото си назначение получава като член на дублиращия екипаж на космическия кораб Союз ТМА-15М. Ще лети в космоса през 2015 г. като член на Експедиция 44 на МКС. Той е третият астронавт от Група НАСА-20, който ще осъществи космически полет.

## Полет
Началото на мисията на Кейл Линдгрен е предвидено за месец май 2015 г.:
| Космически полет на Кейл Норууд Линдгрен | Космически полет на Кейл Норууд Линдгрен | Космически полет на Кейл Норууд Линдгрен | Космически полет на Кейл Норууд Линдгрен | Космически полет на Кейл Норууд Линдгрен | Космически полет на Кейл Норууд Линдгрен | Космически полет на Кейл Норууд Линдгрен |
| №                                        | Дата                                     | КК                                       | Емблема на мисията                       | Функции                                  | Продължителност                          |                                          |
| ---------------------------------------- | ---------------------------------------- | ---------------------------------------- | ---------------------------------------- | ---------------------------------------- | ---------------------------------------- | ---------------------------------------- |
| 1                                        | 30 май 2015                              | „Союз ТМА-17М“, Експедиция 44 на МКС     |                                          | Бордови инженер                          | около 150 денонощия (планирани)          |                                          |
| Сумарно време в космоса – няма           |                                          |                                          |                                          |                                          |                                          |                                          |

## Семейно положение
Кейл Линдгрен е женен и има три деца.